# Minor Alpízar
Minor Alpízar Campos (né le 27 septembre 1954 au Costa Rica) est un joueur de football international costaricien, qui évoluait au poste de défenseur.

## Biographie

### Carrière en sélection
Avec l'équipe du Costa Rica, il joue entre 1980 et 1985. 
Il figure notamment dans le groupe des sélectionnés lors des JO de 1980 et de 1984. Il dispute quatre matchs lors de Jeux olympiques.